# Szono Sion
Szono Sion (庵野秀明, 1961. december 20. –) japán filmrendező és költő.

## Korai karrier
Szono Sion 1978-ban kezdte karrierjét, 17 évesen. Költeményei népszerű japán kiadványokban jelentek meg. Később a Hoszei Egyetemre járt, de otthagyta, és elkezdett filmeket készíteni. 1985-ben debütált egy kísérleti 30 perces rövidfilmmel a PIA Film Fesztiválon (Ore wa Sion Szono da!!), melyben ő maga olvas fel költeményeiből a képernyőn. 1987-ben szerepelt a Otoko no Hanamicsi c. filmben, és megnyerte a fődíjat.

## Filmrendező
Miután megkapta a PIA Film Festival támogatását, Szono elkészítette első egész estés filmjét 1990-ben (Dzsitensa Toiki), ami egy korhű történet két alulteljesítő emberről a maximalista Japánban. Szono társ-író, rendező volt, és szerepelt is a filmben.
1992-ben Szono második egész estés filmje a Heja, amit szintén ő írt, egy bizarr történet volt egy sorozatgyilkosról, aki egy szobát keres Tokió egy sivár negyedében. A film szerepelt a tokiói Sundance Film Fesztiválon és megnyerte a Speciális zsűri díjat. A Hejat világszerte 49 fesztiválon mutatták be, köztük a Berlini Film Fesztiválon és a Rotterdami Film Fesztiválon.
Szono megjelent mint színész a Kirai... Dzsanaijo című filmben és 1994-ben felkeltette a figyelmét két francia filmrendezőnek, Jean-Jacques Beineix-nek és Jackie Bastide-nak, akik meginterjúvolták őt az Otaku c. filmjükhöz a japán otaku életstílusról és posztmodernizmusról.
Sono folytatta a filmrendezést és írást, és 1997-ben elkészítette a Keiko Deszu Kedo c. filmet (film egy pincérnő magányos életéről szól), és a 26 perces Kaze c. rövidfilmet 1998-ban.

## Tokió GAGAGA
Visszatérve a költői gyökereihez, 1997-ben Szono rendezett egy ellentmondásos performansz költemény-olvasó projektet Tokyo GAGAGA néven, ami megemelte a népszerűségét a Japán költői közösségben. A projekt maga egy bővített előadás volt, amelyet Szono és egy általa alapított csapat tartott meg. Ez tiltakozás-szerű, tömeges olvasást, és festést foglalt magába Tokió különböző területein, ahol a kétezer GAGAGA tag fekete tintával festett nagy zászlókra. Annak ellenére, hogy a rendőrség gyakran megjelent a GAGAGA projekt közben, pár hétig még eltartott, és a végére könyv is készült róla, ami azonnali sikert aratott.
Ezután az időszak után, Szono folytatta filmkészítői karrierjét 1998-ban egy sorozatgyilkos filmmel (Dankon: The Man). 2000-ben mint szereplő, rendező és író részt vett az Ucusimi című ál-dokumentumfilmben, ami négy művészről szólt (önmagáról, Maro Akadzsi butoh mesterről, Araki Nobujsi fotográfusról, és Sinicsiro Arakava divattervezőről), és a versenyükről hogy együtt elkészítsenek egy filmet.
Részt vett egy kisebb színészi szerepben a Módzsú tai Isszubósi című regényadaptációban, és kiadott 2001-ben egy kísérleti filmet, mely egy színvak férfiről szól, és arról, hogy milyen súlyos és hirtelen változások történnek a világában az operációt követő gyógyulása után.

## Jelenlegi munkái
2001-ben Szono Sion írta, rendezte, és filmezte a Dzsiszacu Szákuru c. thrillert, amely Japán magas öngyilkossági arányáról szól. A filmben ismét szerepeltek Szono barátai, köztük Nagasze Mataszosi és Akadzsi Maro (az Ucusimiből), Isibasi Rjo és Teranisi Rolly. A Dzsiszacu Szákuru nagy sikert hozott Japánban és sok filmfesztiválon játszották. A Fantasia Festival|Fant-Asia Film Fesztiválon több díjat is nyert.
Ez volt az első Szono Sion film ami hivatalos DVD kiadást kapott nyugaton.
A Dzsiszacu Szákuru után kiadott egy regényt Dzsiszacu Szákuru: Kanzenban címen, mely folytatásként és melléktörténetként szolgált a filmhez. Emellett dolgozott egy manga rajzolóval Furuja Uszamaruval, és kiadta a Dzsiszacu Szákuru mangát, ami Szono kérésére egy teljesen különálló történet volt. Számos filmje jelent meg, mint például a Csicsi no Nicsi és Hazard, ismét Hagivara Szaja szereplésével.
2005-ben megírta és rendezte az (Jume no Naka e) c. filmet, amit később regényként is kiadtak. A Jume no Naka e egy korhű történet volt az első filmjének, a (Dzsitensa Toiko) stílusában. A mű egy színházi csapat tagjáról szól, és a küldetéséről, ahogy keresi az önmagát. Néhány héttel később történt, hogy kiadta a Dzsiszacu Szákuru második részét, ami a Kanzenban regényen alapult.
A szintén általa rendezett és írt Noriko no Sokutaku világszerte húsz filmfesztiválon szerepelt. Ennél a filmnél sok kezdő színésszel dolgozott, és áthelyezte a Dzsiszacu Szákuru történetét egy másik szintre. Ezért megkapta a Don Quijote Díjat és speciális említést kapott a Karlovy Vary-i Nemzetközi Filmfesztiválon.
2005 végén Szono Sion bemutatott egy személyes projektet, a Kimjó na Szákaszu című filmet, Isida Isszei és Mijazaki Maszumi színészekkel. Szono rendezte, írta, filmezte és szerezte a zenéjét. A film átvett elemeket a Grand Guignol színházból, és a történetet Maszumi és Szono közösen hozta létre. A filmet vérfertőzés, szexuális visszaélés, szörnyű családi gondok, sok vér, és elferdült valóságérzet jellemzi.
2008-ban megrendezte és megírta az Ai no Mukudasi c. filmet. Ez volt Szono Hate trilógiájának első filmje, ezt követte 2010-ben a Cumetai nettaigjo és a 2011-es Koi no Cumi.
2011-ben jelent meg Himizu című műve, mely Furuja Minoru azonos című mangáján alapul. A film a 2011-es cunami pusztítása után játszódik, és bemutat egy társadalmat, ami nem csak fizikailag lett meggyötörve, de szociálisan is darabokra hullik.

## Külső hivatkozások
- Hivatalos oldal
- Szono Sion az Internet Movie Database oldalon (angolul)

## Fordítás
- Ez a szócikk részben vagy egészben a Sion Sono című angol Wikipédia-szócikk fordításán alapul.  Az eredeti cikk szerkesztőit annak laptörténete sorolja fel. Ez a jelzés csupán a megfogalmazás eredetét és a szerzői jogokat jelzi, nem szolgál a cikkben szereplő információk forrásmegjelöléseként.